# Sims, North Carolina
Sims är en ort i Wilson County i delstaten North Carolina, USA.